# 아이엠셰프
《아이엠셰프》는 TV조선에서 2017년 12월 10일부터 2018년 2월 11일까지 방송되었던 요리 서바이벌 프로그램이다. 우승자에게는 요리 장학금 1000만원이 지급된다.

## 결과
| 순위  | 이름   |
| ----- | ------ |
| 1위   | 김예림 |
| Top3  | 공유빈 |
| Top3  | 신성빈 |
| Top4  | 구승민 |
| Top4  | 위채연 |
| Top6  | 고창건 |
| Top6  | 곽찬양 |
| Top8  | 전인호 |
| Top8  | 정우재 |
| Top9  | 노연성 |
| Top10 | 임채원 |
| 12위  | 김성민 |
| 13위  | 전민석 |
| 14위  | 김희서 |
| 15위  | 조수지 |